# Barreiro do Jaíba
Barreiro do Jaíba är en ort i Brasilien.   Den ligger i kommunen Verdelândia och delstaten Minas Gerais, i den sydöstra delen av landet, 500 km öster om huvudstaden Brasília. Barreiro do Jaíba ligger 584 meter över havet och antalet invånare är 18 167.
Terrängen runt Barreiro do Jaíba är platt åt sydväst, men åt nordost är den kuperad. Barreiro do Jaíba ligger uppe på en höjd. Barreiro do Jaíba är det största samhället i trakten.
Omgivningarna runt Barreiro do Jaíba är huvudsakligen savann. Runt Barreiro do Jaíba är det mycket glesbefolkat, med 5 invånare per kvadratkilometer.